# Ronald Araújo
Ronald Federico Araújo da Silva (født 7. marts 1999) er en uruguayansk professionel fodboldspiller, som spiller for La Liga-klubben Barcelona og Uruguays landshold.

## Klubkarriere

### Rentistas
Araújo begyndte sin karriere hos Club Atlético Rentistas i sit hjemland, hvor han gjorde sin førsteholdsdebut i 2016.

### Boston River
Araújo skiftede i juli 2017 til Boston River.

### Barcelona
Araújo skiftede i august 2018 til FC Barcelona, hvor han blev del af reserveholdet, Barcelona B. Araújo gjorde sin førsteholdsdebut for Barcelona den 6. oktober 2019, da han blev indskiftet i en kamp imod Sevilla. Han endte dog med at fik et rødt kort i slutningen af sin debutkamp.
Han havde sit store gennembrud på førsteholdet i 2020-21 sæsonen, hvor han spillede i størstedelen af kampene, og i 2021-22 sæsonen var han fast mand i forsvaret.

## Landsholdskarriere

### Ungdomslandshold
Araújo har repræsenteret Uruguay på flere ungdomsniveauer.

### Seniorlandshold
Araújo debuterede for Uruguays landshold den 5. oktober 2020.

## Titler
Barcelona
- La Liga: 1 (2022-23)
- Copa del Rey: 1 (2020–21)
- Supercopa de España: 1 (2022-23)

Individuelle
- La Liga Årets hold: 2 (2021-22, 2023-24)